# Olgierd Palacz
Olgierd Jan Palacz (ur. 8 lutego 1933 w Toruniu, zm. 2 listopada 2022 w Szczecinie) – polski profesor nauk medycznych w zakresie okulistyki, lekarz okulista

## Życiorys
Urodził się w rodzinie Józefa i Władysławy. Dyplom lekarski uzyskał w 1957 na Pomorskiej Akademii Medycznej w Szczecinie i na tej uczelni pozostał. Specjalizację w zakresie okulistyki uzyskał w 1965. Stopień doktora otrzymał w 1966 po obronie rozprawy Właściwości histochemiczne wydzieliny komórek zrębowych nabłonka węchowego oraz gruczołów węchowych Bosmana u gadów.  Habilitował się na podstawie oceny dorobku naukowego i rozprawy Badania doświadczalne nad wpływem układu współczulnego na elektroretinogram (erg) królików (wyd. 1974). W 1984 został mu nadany tytuł naukowy profesora nauk medycznych. Przez wiele lat pracował jako profesor i kierownik w Katedrze i Klinice Okulistyki Pomorskiej Akademii Medycznej. W latach 1976–1981 był prodziekanem Wydziału Lekarskiego, 1986–1987 – dziekanem II Wydziału Lekarskiego z Oddziałem Stomatologii i Studium Kształcenia Podyplomowego, 1987–1990 – prorektorem ds. dydaktyki i wychowania  Pomorskiej Akademii Medycznej w Szczecinie.
Był członkiem Polskiego Towarzystwa Okulistycznego (członkiem zarządu głównego) oraz Szczecińskiego Towarzystwa Naukowego. Publikował w czasopismach krajowych i zagranicznych, m.in. w „Klinice Ocznej", gdzie zasiadał w komitecie honorowym.
Jest autorem opracowania Zarys podstawowych problemów współczesnej okulistyki (wyd. 2003, ISBN 83-89318-08-3) oraz współautorem publikacji Elektrofizjologiczna diagnostyka kliniczna układu wzrokowego (wraz z W. Lubińskim i K. Penkalą, wyd. 2003, ISBN 83-912787-5-1).

## Odznaczenia[4]
- Krzyż Oficerski Orderu Odrodzenia Polski
- Krzyż Kawalerski Orderu Odrodzenia Polski
- Złoty Krzyż Zasługi
- Złota Odznaka Gryfa Pomorskiego
- Medal Edukacji Narodowej